# جی-یونیت
جی-یونیت (انگلیسی: G-Unit) (کوتاه شده: Guerilla Unit) یک گروه هیپ هاپ آمریکایی بود که توسط دوستان قدیمی و رپرهای ساحل شرقی فیفتی سنت، تونی یایو و لوید بنکس تشکیل شد. پس از گردآوری یک مجموعه میکس‌تیپ ناشر–مؤلف در اوایل دهه ۲۰۰۰، گروه اولین آلبوم خود را به نام Beg for Mercy در سال ۲۰۰۳ منتشر کرد که بیش از چهار میلیون نسخه در ایالات متحده انتشار یافت و گواهی پلاتین چهارگانه را توسط انجمن صنعت ضبط موسیقی ایالات متحده آمریکا (RIAA) دریافت کرد.
در زمان زندانی شدن تونی یایو در سال ۲۰۰۳، این گروه، یانگ باکخواننده رپ ساکن تنسی را به عنوان جانشین موقت و مدتی بعد به عنوان عضو رسمی استخدام کرد. رپر کالیفرنیایی د گیم نیز در اواخر سال ۲۰۰۳ پس از Beg for Mercy به عضویت درآمد، در تلاش برای تبلیغ او پس از امضای قرارداد با افترمث/اینترسکوپ؛ براساس گزارش فیفتی سنت، او در فوریه ۲۰۰۵ به اتهام نداشتن وفاداری از این گروه اخراج شد. در آوریل ۲۰۰۸، یانگ باک به دلیل رفتار مشکل سازش از گروه اخراج شد. در ژوئیه ۲۰۰۸، گروه دومین آلبوم استودیویی و آخرین آلبوم خود را با نام T·O·S (Terminate on Sight) منتشر کرد که شامل سه نفر اصلی بود.
در اوایل سال ۲۰۱۴، یایو و فیفتی سنت هر دو به طور جداگانه اعلام کردند که جی-یونیت دیگر وجود ندارد. هرچند، اعضای گروه به زودی پس از آن آشتی کردند و دوباره متحد شدند، و اکنون با پیوستن یانگ باک و اضافه شدن هنرمند جی-یونیت رکوردز، کید کید، تبدیل به پنج نفر شدند. این گروه در Summer Jam 2014 اجرا کردند و سپس اولین پروژه مشترک خود را پس از شش سال، ئی‌پی The Beauty of Independence، در آگوست همان سال منتشر کردند.
در سال ۲۰۱۸، کید کید اعلام کرد که هم گروه و هم لیبل را ترک می کند تا مستقل شود؛ لوید بنکس و یانگ باک هم پس از اختلافات متوالی با فیفتی سنت، همین روند را دنبال کردند. در سال ۲۰۲۲، فیفتی سنت تأیید کرد که این گروه یک بار دیگر منحل شده است و با اشاره به نارضایتی از سایر اعضا، بیان داشت که هرگز یک اتحاد دوباره وجود نخواهد داشت.

## تاریخچه

### شکل گیری و سال های اولیه (۲۰۰۲ - ۱۹۹۹)
اعضای موسس این گروه، فیفتی سنت، لوید بنکس و تونی یایو همگی در جامائیکا جنوبی، محله ای در بخش کویینز شهر نیویورک، نیویورک، بزرگ شدند و از نوجوانی شروع به رپ خواندن کردند. پس از اینکه فیفتی سنت قرارداد خود را با کلمبیا رکوردز در سال ۲۰۰۰ از دست داد، گروه به طور مستقل شروع به ضبط موسیقی کرد و چندین میکس‌تیپ را بین سال های ۲۰۰۲ تا ۲۰۰۳ منتشر کرد که برجسته ترین آنها 50 Cent Is the Future, God's Plan, No Mercy, No Fear and Automatic Gunfire است.

### اولین آلبوم و موفقیت (۲۰۰۳ - ۲۰۰۲)

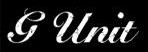
لوگوی گروه

در سال ۲۰۰۲، فیفتی سنت توسط امینم کشف شد و قراردادی ۱ میلیون دلاری با شیدی رکوردز، تحت حمایت داکتر دره با افترمث انترتینمنت و اینترسکوپ رکوردز امضا کرد. پس از امضای قرارداد با اینترسکوپ، او رکورد لیبل خود را دریافت کرد، که منجر به ایجاد جی-یونیت رکوردز شد. فیفتی سنت بلافاصله با لوید بنکس و تونی یایو قرارداد امضا کرد و آنها شروع به کار بر روی اولین آلبوم جی-یونیت کردند، با این حال، تونی یایو در آن زمان در زندان بود و نتوانست هیچ موارد جدیدی را برای آلبوم ضبط کند و منجر به این شد که فیفتی سنت، یانگ باک، خواننده رپ ساکن تنسی را برای جی-یونیت رکوردز ثبت کند و در پی آن او را به گروه اضافه کند. پس از امضای قرارداد با یانگ باک، جی-یونیت اولین لیبل اصلی خود را به عنوان یک گروه در ریمیکس تک آهنگ فیفتی سنت به نام "P.I.M.P."، که شامل اسنوپ داگ، بنکس و یانگ باک بود، نمایان کرد.
بعدها در نوامبر ۲۰۰۳، گروه اولین آلبوم استودیویی خود را با نام Beg for Mercy منتشر کرد. این آلبوم دارای حضور مهمان از خوانندگان آراندبی جو و بوچ کسیدی بود و تولید توسط تهیه کنندگان برجسته ای مانند های-تک، داکتر دره و اسکات استورچ و چندین نفر دیگر انجام شد. فیفتی سنت همچنین به عنوان تهیه کننده اجرایی آلبوم فعالیت می کرد. به دلیل زندانی شدن تونی یایو، او تنها دو بار در آلبوم حضور داشت که هر دو از موارد از پیش ضبط شده استفاده کردند. چهره او روی دیوار آجری جلد آلبوم دیده می‌شود، زیرا به دلیل محکومیت حبس توانایی عکاسی از او وجود نداشت. Beg for Mercy به فروش بیش از ۳.۹ میلیون واحد در ایالات متحده و ۵.۸ میلیون نسخه در سراسر جهان ادامه داد و از آن زمان تاکنون گواهی پلاتین چهارگانه را توسط RIAA دریافت کرده است.

## آلبوم‌ها
آلبوم های استودیویی
- Beg for Mercy (2003)
- T·O·S (Terminate on Sight) (2008)

ئی‌پی‌ها
- The Beauty of Independence (2014)
- The Beast Is G Unit (2015)